# プリズムハート (アイドルグループ)
プリズムハートは日本の女性アイドルグループ。

## 概要
2018年10月にBebipa element（べびぱエレメント）としてデビューし、2019年1月にbaby bear PARTYに改名。
2023年、TIF2023全国選抜LIVE東日本Cブロック優勝。
2024年4月をもって継続的な公演活動を終了。最終メンバーは、新メンバーを加えスターリットストーリーとして活動を継続した。

## メンバー

### 現在のメンバー
| 氏名       | よみ           | メンバーカラー | 活動期間         | 備考 |
| ---------- | -------------- | -------------- | ---------------- | ---- |
| 深川史那   | ふかがわふみな | 赤             | 初期 -           |      |
| 野々宮のの | ののみやのの   |                | 2021年7月25日 -  |      |
| 祐天寺鞠   | ゆうてんじまり |                |                  |      |
| 美咲れおな | みさきれおな   |                | 2022年10月29日 - |      |
| きゃりー   | きゃりー       |                |                  |      |

### 過去のメンバー
| 氏名       | よみ           | メンバーカラー | 活動期間                        | 備考                     |
| ---------- | -------------- | -------------- | ------------------------------- | ------------------------ |
| 佐藤明日菜 | さとう         |                | 初期 - 2018年12月               |                          |
| 藤咲乃愛   | ふじさきのあ   |                | 2018年12月 - 2020年8月31日      | 後にシュアネスの乙葉美桜 |
| 小石川そら | こいしかわそら |                | 2020年2月 - 2020年8月31日       |                          |
| 杏ひまり   | あんずひまり   | 黄色           | 2020年1月 - 2020年11月8日       |                          |
| 日向桜夢   | ひなたらむ     |                | 2020年10月 - 2020年12月14日     |                          |
| 春風いろは |                | ピンク         | 2019年3月 - 2021年7月           |                          |
| 雛巳風莉   | ひなみかざり   |                | 2021年8月 - 2022年3月31日       |                          |
| 陽野光     | ひのひかり     |                | 2021年10月 - 2022年9月25日      |                          |
| 廣瀬このみ | ひろせこのみ   |                | 2022年1月 - 2022年10月          |                          |
| 葉月凛     | はずきりん     |                | 2022年10月29日 - 2022年11月30日 |                          |
| 七瀬燈     | ななせあかり   | オレンジ       | 2022年10月29日 - 2023年8月20日  |                          |
| 綾音愛     | あやねまな     | ピンク         | 2022年5月4日 - 2023年12月30日   |                          |